# Heddi Goodrich
Heddi Goodrich (Washington, 1971) è una scrittrice statunitense.

## Biografia
Nata a Washington, Heddi Goodrich si stabilisce per la prima volta in Italia nel 1987, e vi frequenta gli ultimi anni delle scuole superiori. Vi rimane a frequentare l'Università degli Studi di Napoli "L'Orientale", arrivando a padroneggiare ottimamente la lingua italiana; si dedica quindi all'attività di traduttrice.
Dopo essere tornata negli Stati Uniti nel 1998, si stabilisce in Nuova Zelanda, dove risiede attualmente con la sua famiglia.
Nel 2019 pubblica il suo primo romanzo, Perduti nei Quartieri Spagnoli, scritto direttamente in italiano. Il libro viene poi tradotto in inglese e spagnolo.

## Opere
- 2019 -  Heddi Goodrich, Perduti nei Quartieri Spagnoli, Scrittori Giunti 67, Firenze, Giunti,  p. 461, ISBN 9788809778320.